# Biblia de Danila

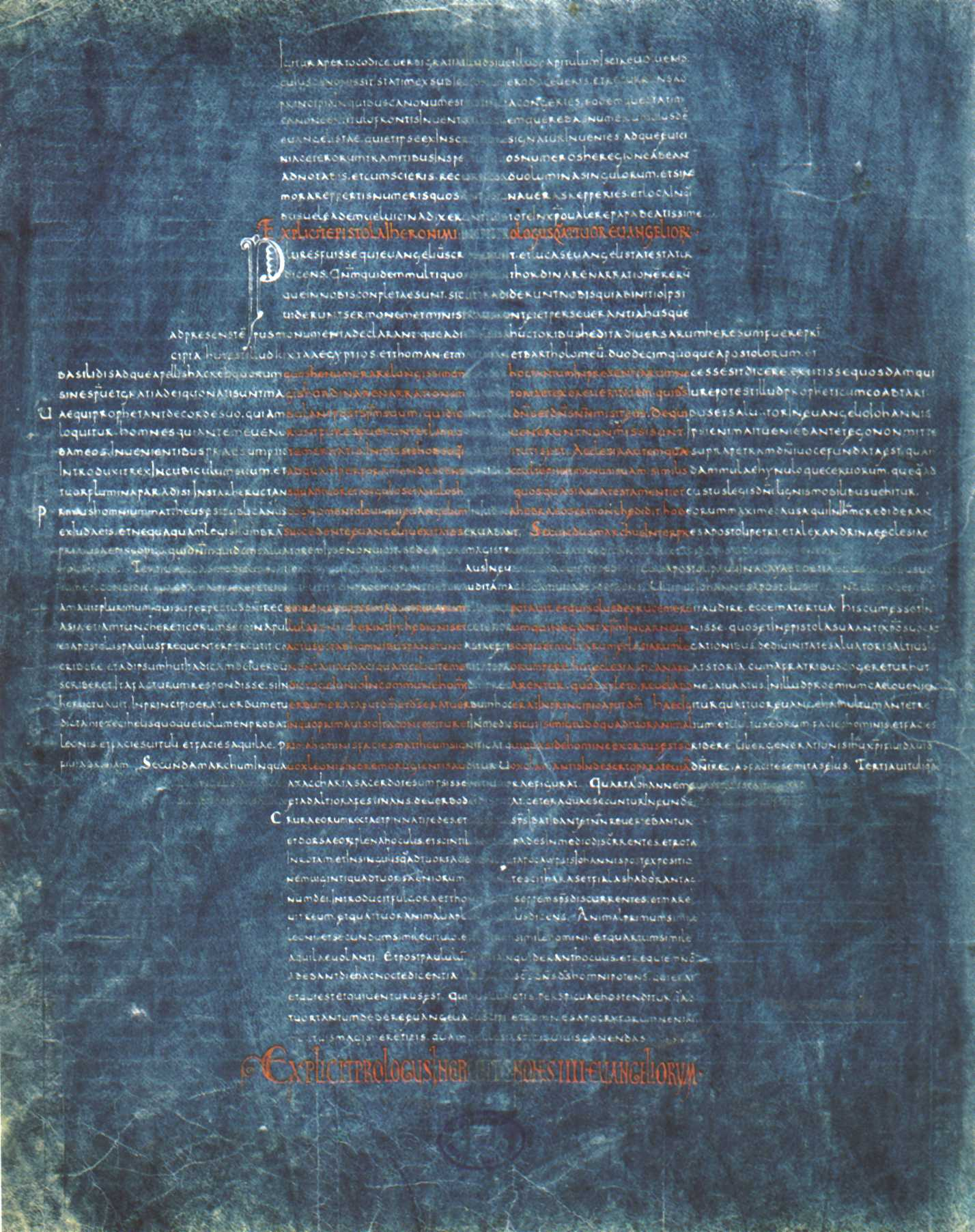
Folio 220v de la Biblia de Danila

La Biblia de Danila o Codex Cavensis es una Biblia latina ilustrada del siglo IX o principios del X, que fue producida en España, supuestamente en el Reino de Asturias, durante el reinado de Alfonso II. El manuscrito se conserva en la abadía de Santísima Trinidad, cerca de Cava de' Tirreni en Campania, Italia, y contiene 330 folios de vitela que miden 320 por 260 mm.

## Origen
La Biblia fue firmada en el folio 166v por una escriba llamada Danila. Se desconoce la ubicación del scriptorium en el que trabajaba Danila y todo lo relativo a su origen procede de hipótesis no confirmadas. Sin embargo, la mano, el tipo de escritura, las variaciones textuales y la ortografía indican que el manuscrito se produjo en España, a principios o mediados del siglo IX. Hay quien opina que es poco probable que un manuscrito tan lujoso pudiera haberse producido en las áreas controladas por los musulmanes de la península ibérica, aunque esta teoría no ha podido ser demostrada. Esto convierte a Asturias que fue el mayor reino cristiano de la época, en el origen más probable del códice. La decoración del manuscrito proporciona indicios adicionales de un posible origen asturiano. La cruz que aparece en cuatro lugares de la Biblia de Danila, es la única decoración explícitamente cristiana del manuscrito. Aunque la forma de las Cruces en la Biblia de Danila no aparece en otro arte asturiano superviviente, la cruz sí fue enfatizada en el arte devocional asturiano. Por ejemplo, tanto Alfonso II como Alfonso III encargaron cruces de oro, como la Cruz de la Victoria y la Cruz de los Ángeles. La «Cruz de la Resurrección» fue una característica destacada de los murales de San Julián de los Prados, cerca de Oviedo, Asturias.

## Decoración

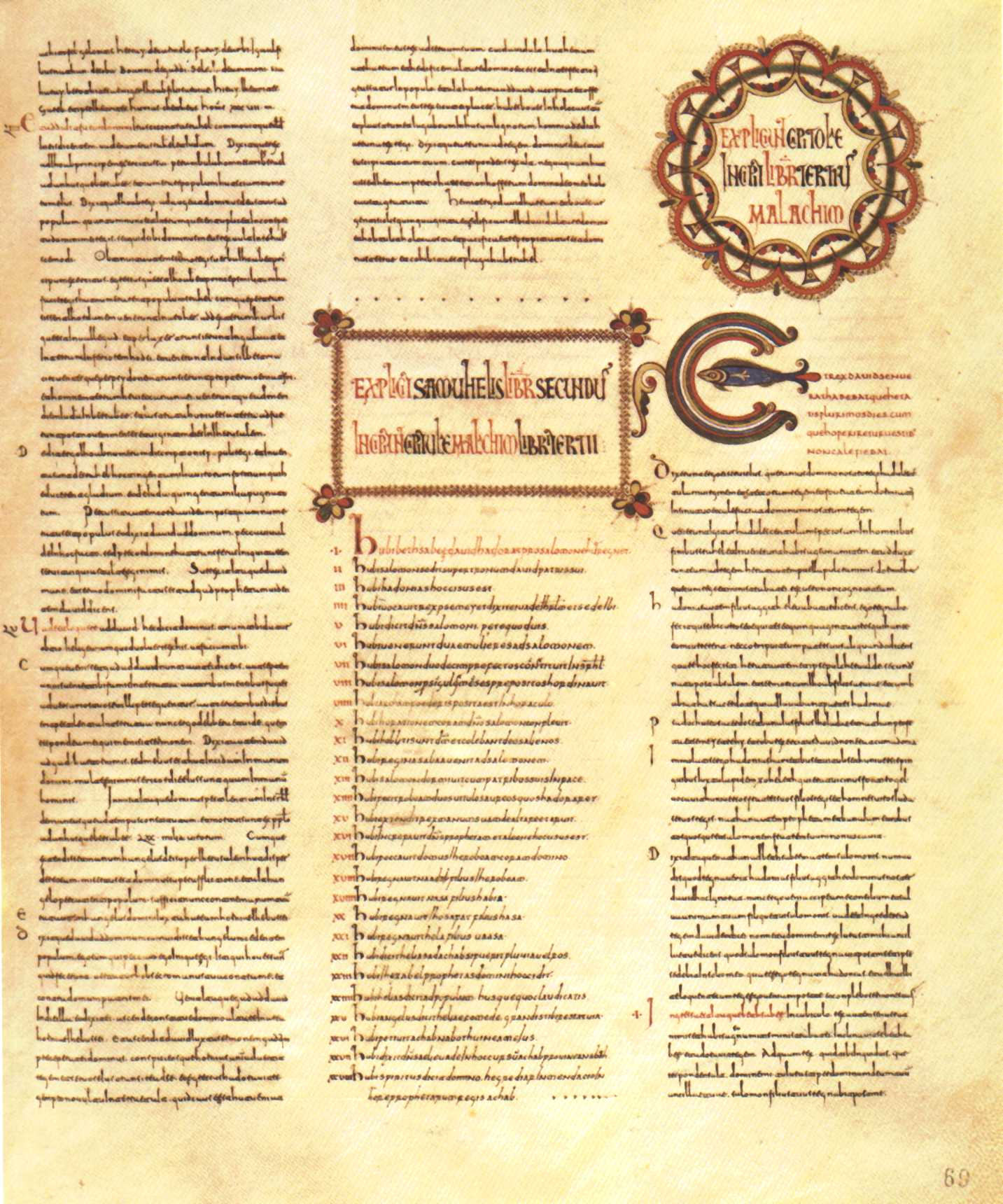
Folio 69r de la Biblia de Danila

La decoración de la Biblia de La Cava se limita a las cuatro cruces mencionadas anteriormente, marcos que rodean explícitos y títulos, e iniciales decoradas. Hay dos cruces lineales dibujadas con compás, una que sirve como frontispicio en el verso del folio 1 y la otra en la introducción a los libros proféticos en el folio 143 recto. En el reverso del folio 100, el marco del título de los Salmos tiene forma de cruz. El texto del folio 220 verso, que contiene los prefacios de Jerónimo utilizados para presentar el Nuevo Testamento, está escrito en forma de cruz. Este texto está escrito con tintas rojas, blancas y amarillas sobre un folio teñido de azul. Hay otro folio teñido de azul y tres folios teñidos de púrpura en este manuscrito. Los marcos que rodean los explícitos y los títulos tienen una forma similar a los marcos que se encuentran en los primeros libros iluminados medievales. Sin embargo, Danila explotó tonos de color brillantes y contrastantes que no se encuentran en manuscritos anteriores. Las iniciales decoradas incluyen tipos iniciales comúnmente asociados con la iluminación merovingia. Sin embargo, iniciales similares también aparecieron en manuscritos visigodos.
Es probable que Danila haya copiado este manuscrito de un manuscrito visigodo anterior, ahora perdido. El título y los marcos explícitos son similares a los que se encuentran en los primeros manuscritos y las páginas escritas con tintas de colores están relacionadas con los manuscritos de la Antigüedad tardía, escritos en oro y plata sobre pergamino teñido de púrpura, como por ejemplo, los Evangelios de Rossano. Sin embargo, el uso del color por parte de Danila probablemente no estaba presente en el manuscrito original y anticipa el uso del color en manuscritos españoles posteriores.
Aunque Danila pudo haber estado al tanto de las iniciales merovingias, también es igualmente probable que sus iniciales compartan los modelos de las iniciales merovingias. El manuscrito no da ninguna indicación de que Danila haya sido influenciado por la iluminación carolingia contemporánea. Sin embargo, las Biblias carolingias producidas bajo el patrocinio de Teodulfo de Orleans, que tenía ascendencia visigoda, tienen un texto y una organización similares a los que se encuentran en la Biblia de Danila, algo que no se encuentra en otros manuscritos carolingios similares.

## Texto
Es uno de los dos representantes más importantes del tipo español de texto de la Vulgata, y en el Antiguo Testamento presenta un texto que se cree que se deriva de ejemplos italianos muy antiguos. En la Vulgata de Stuttgart, la Biblia de Danila se encuentra junto al Codex Amiatinus como testigo principal de casi todos los libros del Antiguo Testamento. El texto de los Evangelios muestra signos de revisión, mezclándose con elementos del latín antiguo. El manuscrito contiene el Comma Johanneum con los testigos terrenales que preceden a los testigos celestiales.